# زمین‌لرزه نوامبر ۱۹۶۰ پرو
زمین‌لرزه پرو  در تاریخ ۲۰ نوامبر ۱۹۶۰ میلادی، برابر با ‎۲۹ آبان ۱۳۳۹، ساعت ۲۲:۰۲:۰۰ به زمان یوتی‌سی در پرو رخ داد. ژرفای این زلزله ۳۵ کیلومتر بود. بزرگی آن ۷٫۸ در مقیاس Mw اعلام شده‌است. زمین‌لرزه به وقت محلی در روز یکشنبه، ساعت ۱۷ روی داده و منطقه زمانی آن یوتی‌سی -۵ بوده‌است .
سازمان زمین‌شناسی آمریکا نیز جای این زمین‌لرزه را در مختصات ۶°۴۸′جنوبی ۸۰°۴۲′غربی / ۶٫۸°جنوبی ۸۰٫۷°غربی و بزرگی آنرا برابر با ۶٫۷ در مقیاس ریشتر اعلام کرده‌است. ژرفای گزارش شده از سوی این سازمان ۹۳ کیلومتر می‌باشد.
تعداد زخمیان ۲ نفر برآورده شده‌است.سونامی نیز در این زلزله گزارش شده‌است.